# Shin Nakamura
Shin Nakamura (født 6. maj 1974) er en tidligere japansk fodboldspiller.
Han har spillet for flere forskellige klubber i sin karriere, herunder Sagan Tosu og Vegalta Sendai.